# Last Scene Rushes
Last Scene Rushes é o segundo álbum da banda britânica BlackCar.
Lançado em setembro de 2010 por download digital, o álbum teve demos gravadas entre 2005 e 2009 pelo então trio. 
A faixa "Troubled Mind" foi originalmente lançada pela banda Headswim, em seu EP intitulado Dusty Road, no ano 2000.

## Faixas
1. Universal Signs
2. Altar
3. DownTown Dreaming
4. Start Again Tomorrow
5. Hotel
6. Ghosts
7. Magnetic Fields
8. Kill It Every Time
9. Troubled Mind
10. Last Scene Rushes